# Palpares caffer
Palpares caffer là một loài côn trùng trong họ Myrmeleontidae thuộc bộ Neuroptera. Loài này được Burmeister miêu tả năm 1839.